# Frazione
Frazione (pl. frazioni), în Italia, este un termen care se referă la o așezare omenească, care este o subdiviziune teritoriului comunei alcătuită de un centru locuit.
Este echivalentul termenilor românești cătun și sat. Are o semnificație similară termenilor paese, villaggio și borgo.